# メタンジオール
メタンジオール (methanediol) または、ホルムアルデヒド一水和物 (formaldehyde monohydrate) もしくは メチレングリコール (methylene glycol) は、ホルムアルデヒド水溶液中で主に生成する化合物である。化学式はH2C(OH)2。ホルムアルデヒドの5%溶液中では80%がメタンジオールである。